# Casa-fàbrica Fisas
La casa-fàbrica Fisas era un edifici situat al carrer de Sant Gil del barri del Raval de Barcelona, actualment desaparegut.

## Història i descripció
El 1846, el tintorer Onofre Fisas i Sanç va obtenir el privilegi reial d'un procediment per a la tintura simultània de diversos colors, i el 1849, tenia un establiment al carrer del Carme, 108 (modern 10) sota la raó social Onofre Fisas i Cia. El 1851, va adquirir en emfiteusi a Vicenç Genovart i Piera una parcel·la als carrers de Sant Vicenç i de Sant Gil, i una altra al mateix carrer a l'advocat natural de Madrid Francisco Ferrer y Alpuente i Cia. Poc després, va demanar permís per a construir un edifici de planta baixa i quatre pisos en aquesta darrera, segons el projecte de l'arquitecte Josep Ràfuls, i novament per a instal·lar una màquina de vapor de 6 CV en una «quadra» annexa. Segons les cartes de pagament de les obres, hi intervingueren el paleta Joan Camps, el fuster Jaume Fisas, el manyà Antoni Rovira, el llauner Joan Ferrer i el pintor Joan Folch.
A principis de l'any següent, es va posar en marxa la fàbrica, en la qual participava com a soci comanditari Joaquim Hidalgo, amb un capital de 80.000 rals repartit a parts iguals: «Onofre Fisas y Compañía, Tintorero, participa á V. haber trasladado su establecimiento á esta capital en la Riera Alta, detras las monjas Capuchinas, segunda calle á la derecha, en la llamada de S. Gil, casa nueva sin número, en donde continuará sirviendo á sus favorecedores con la actividad y esmero que tiene acreditado en toda clase de tintura y pintado de seda, hilo, lana y algodon: de manera que los fabricantes de tejidos puedan hacer ropas chinadas para pantalones, chalecos y pañolería tanto en seda como en hilo y algodon.»
La societat es dissolgué el 1855 i Fisas quedà com a únic propietari del negoci i la casa-fàbrica: «San Gil, 6. Gran establecimiento de tintoreria de seda, lana, algodon é hilo, de todas clases. Blanqueo. Se reciben encargos de todos puntos. D. Onofre Fisas y Sanz.» El 1861, va establir en emfiteusi el solar de la cantonada dels carrers de Sant Gil i Sant Vicenç al confiter Miquel Casas i Xuclà. Fisas va morir el 1876, i el 1877, els hereus Onofre, Josep i Teresa Fisas i Faura vengueren la propietat a Joan Simon i Martí, que entre aquesta data i 1879, hi va fer construir els edificis núms. 4, 4 bis, 6 i 6 bis del carrer de Sant Gil.

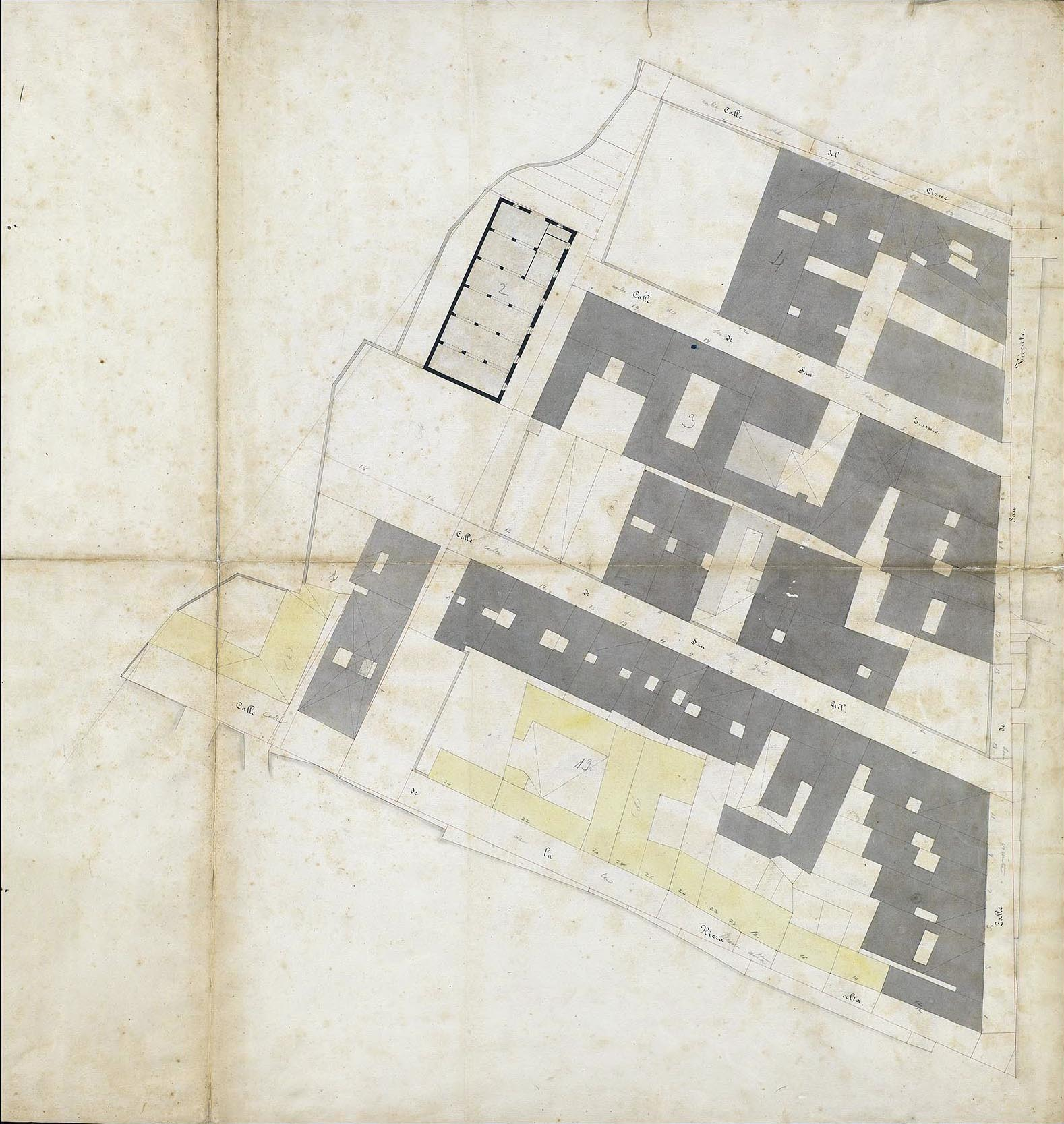
Quarteró núm. 74 de Garriga i Roca (c. 1860)